# Virgen de Chiquinquirá
Nuestra Señora del Rosario de Chiquinquirá es una de las advocaciones con que se venera a la Virgen María en el catolicismo. Reina y patrona de los católicos de la Colombia. Se denomina así por el municipio de Chiquinquirá, donde tuvo lugar la primera de sus manifestaciones milagrosas. Este lienzo es bajado de su trono, durante el año jubilar mariano, que es cada siete años, para desfilar procesionalmente por las calles de la ciudad. 
En Colombia el 3 de julio de 1986 el papa san Juan Pablo II visitó la Basílica de Nuestra Señora del Rosario de Chiquinquirá y oró por la paz de Colombia a los pies de la Virgen María. El 9 de julio de 1999 el lienzo visitó Bogotá para presidir la oración por la paz. En agosto y septiembre de 2017 lo hizo de nuevo con motivo de la visita del papa Francisco a Colombia.
En Venezuela, su imagen aparece en la Basílica de Nuestra Señora de Chiquinquirá (Maracaibo) a donde acuden miles de peregrinos, el día de su fiesta patronal, 18 de noviembre, así como todos los domingos, cuando se celebran las misas, seguidas de entusiastas procesiones. Aparte, es la patrona del Estado Zulia, el municipio de Maracaibo y de la Guardia Nacional Bolivariana, componente de la Fuerza Armada Nacional Bolivariana (FANB).

## Reseña histórica

### Colombia
En el siglo XVI los frailes dominicos realizaban expediciones de evangelización en la región del centro del país. Un caballero proveniente de España, Antón de Santana, en 1560 obtiene la encomienda de la región para levantar una casa dotada con diferentes dependencias, apropiada para la administración de los colonos, los indígenas y esclavos; además debía construir una capilla para oficios religiosos en Suta. Posteriormente de España llega un fraile colaborador en las misiones, fray Andrés Jadraque que ve la necesidad de dotar la capilla con un lienzo o cuadro de la Virgen del Rosario, advocación promulgada por la Orden Dominicana a la que pertenecía el religioso. De esa manera acuden a un pintor también español Alonso de Narváez, quien vivía en la ciudad de Tunja, en Boyacá, cercana a la región, para pedirle que pintara a la Virgen del Rosario. Todos acuerdan poner al lado de la Virgen a sus santos de devoción, san Antonio de Padua y san Andrés por ser el primer patrono del encomendero que solicitaba la imagen y el segundo, del fraile que la había mandado a hacer.
Para el año de 1562 la pintura hecha de algodón indígena que media 125 cm de ancho por 111 de alto ya estaba en la capilla y allí permaneció por más de una década hasta aproximadamente el año 1574. Para entonces la capilla, que tenía techo de paja, se deteriora a consecuencia de la humedad, al punto que la imagen quedó prácticamente borrada. La imagen estaba en tan mal estado que fue llevada dentro de la misma región a la población de Chiquinquirá, donde fue abandonada en una habitación que muy raras veces fue usada como capilla u oratorio. Se dice que incluso el lienzo sirvió para secar granos al sol.

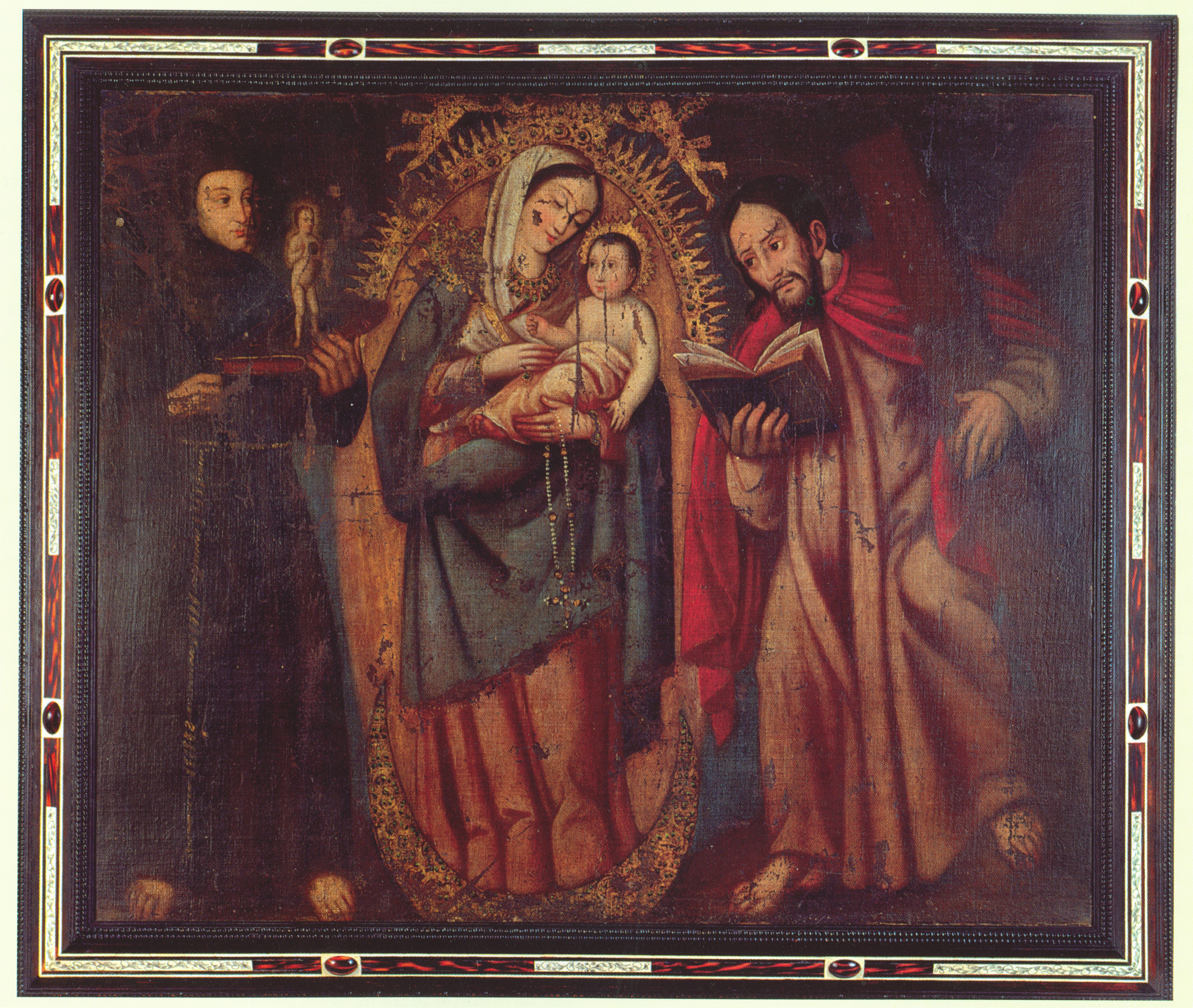
Imagen de la Virgen de Chiquinquirá de Baltasar Vargas de Figueroa - Museo del Banco de la República de Colombia.

La crónica histórica (elaborada al año siguiente de los acontecimientos) señalan que en el año 1586 María Ramos, una mujer del lugar, sabiendo que el lienzo había guardado la imagen de la Virgen María, decide reparar el viejo oratorio y el lienzo maltratado, otorgándole el mejor lugar de la capilla. Diariamente oraba y pedía a la Virgen del Rosario que se manifestara, hasta que el 26 de diciembre de 1586 cuando María salía del oratorio, una mujer indígena llamada Isabel junto a su pequeño hijo, al pasar por el lugar, le gritaron a María: "mire, mire Señora...". Al dirigir su mirada a la pintura, ésta brillaba con resplandores y la imagen, que estaba irreconocible, se había restaurado con sus colores y brillo originales; los agujeros y rasguños de la tela desaparecieron. Desde entonces empezó la devoción a la advocación conocida como "Nuestra Señora del Rosario de Chiquinquirá".
El santuario fue confiado a la orden de los dominicos, quienes construyeron un convento a su lado, guardando la imagen hasta tiempos presentes.

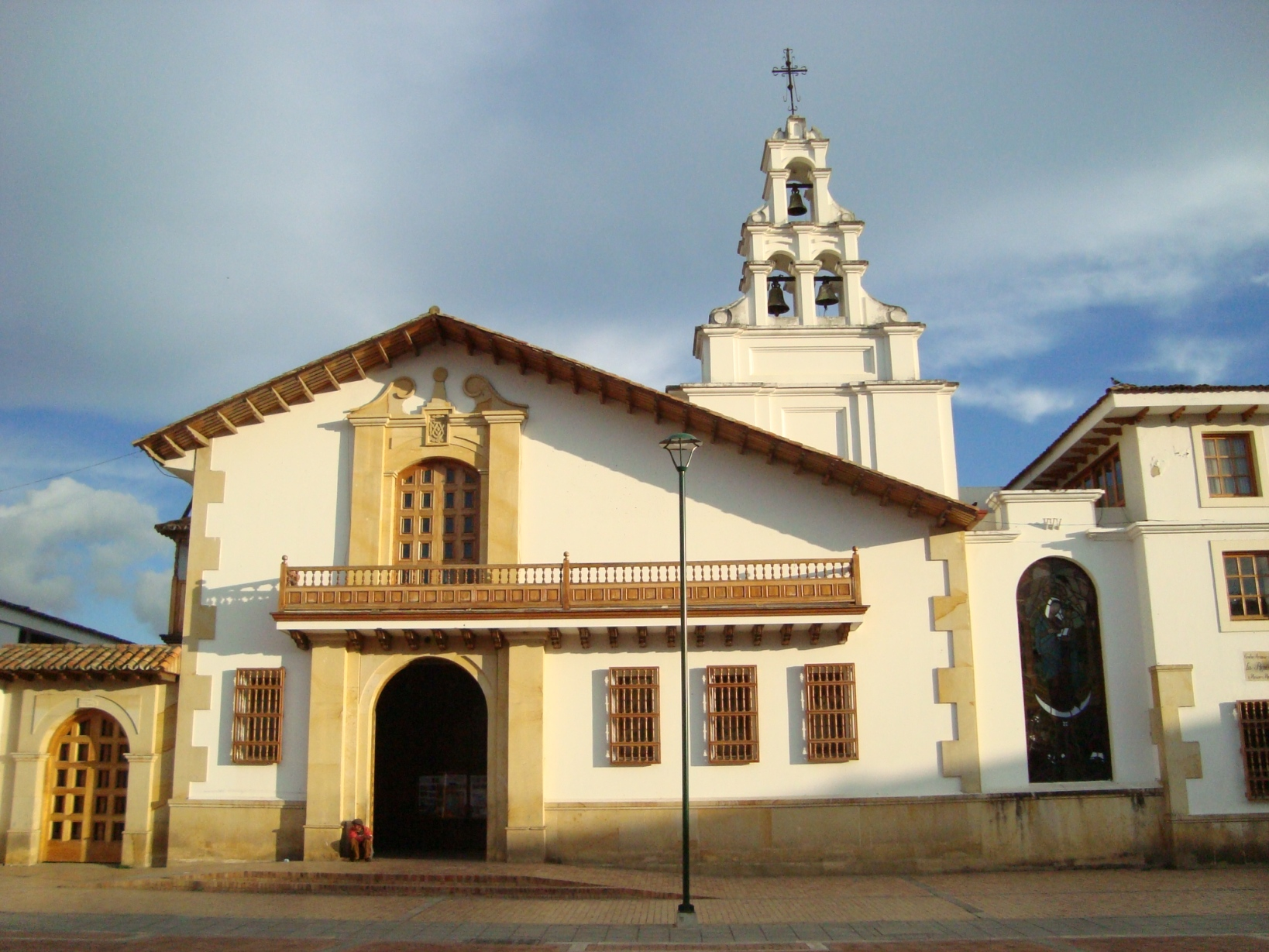
Capilla de la Renovación donde ocurrió el Milagro.

Tras un fuerte terremoto, ocurrido en 1785, los frailes deciden construir una nueva basílica en otro lugar de la población y trasladar allí la imagen de la Virgen. Esto generó protestas por parte de los vecinos de Chiquinquirá. Pese a todo, la nueva iglesia se edificó y la imagen fue trasladada en torno a 1823.
La devoción popular por esta imagen se evidencia en múltiples acontecimientos, que van desde las tradicionales "romerías" o grandes peregrinaciones, pasando por la música popular, hasta hechos históricos protagonizados por personajes como virreyes, obispos y políticos, comenzando con el mismo Simón Bolívar, quien no solo recibió para su Campaña Libertadora los tesoros y joyas del cuadro, sino que él mismo fue en varias ocasiones a orar por el éxito de su empresa. 

#### Consagración como patrona de Colombia
Finalmente, el gobierno de Marco Fidel Suárez decidió en 1919, consagrar a Colombia a la Virgen de Chiquinquirá como su Reina y Patrona. El 9 de julio de 1919 el presidente Marco Fidel Suárez coronó a la Virgen de Chiquinquirá como Reina de Colombia en una ceremonia realizada en la Plaza de Bolívar de Bogotá en presencia del nuncio apostólico y varios obispos.

#### Otros eventos
En algunas ocasiones la imagen ha sido trasladada con gran pompa, a la ciudad de Bogotá (unos 120 km al sur) con el fin de pedir a Dios por el fin de guerras, catástrofes o epidemias. El último traslado de este tipo ocurrió en 2017 por motivo de la visita del papa Francisco a Colombia, ya que la imagen fue trasladada de su santuario a Bogotá, donde se le depositó en la Catedral Primada de Colombia.

## Descripción del cuadro
Un velo blanco cubre su cabeza; viste un manto azul celeste, una túnica rosada, un rosario cuelga de las manos de María y del Niño Jesús, quien en la derecha sostiene un hilo que pende del pie de un pajarillo.
A la derecha de María, está San Antonio de Padua, sosteniendo en la mano izquierda, un libro sobre el que está el Niño Jesús con el mapamundi en sus manos; en la derecha sostiene una palma. A la izquierda está San Andrés, apóstol, leyendo la Sagrada Escritura, en la izquierda sostiene la cruz en forma de X, signo de su martirio. María sostiene en sus brazos al niño. El cuadro está adornado con dos coronas, dos rosarios, el cetro, la Cruz de Boyacá, la Orden de San Carlos y la Orden del Congreso; lo rodean 30 semicircunferencias con escudos de la Santa Sede, la provincia y algunas diócesis; del cuadro penden, un rosario y dos rosas de plata; un fuerte cristal lo protege desde 1954.
En la capital de Venezuela, Caracas, donde viven muchos devotos y de manera más frecuente por las diferentes parroquias del estado Zulia, ha sido paseada, trasladándose en lanchas por el lago de Maracaibo y los ríos, en vehículos terrestres y hasta en helicóptero. Hoy estas visitas continúan pero haciendo uso de una réplica por resguardo de la imagen original ubicada en La Basílica de Nuestra Señora de Chiquinquirá en Maracaibo.
Las celebraciones en honor a la Virgen del Rosario de Chiquinquirá en Venezuela, dejaron de ser las modestas fiestas patronales del pasado para adquirir características internacionales de festejo de gran complejidad donde confluyen eventos religiosos y populares, todos reunidos bajo el nombre da la Feria Internacional de la Chinita.
En ella se realizan las corridas de toros, bailes en sitios públicos y privados de la ciudad, amaneceres gaiteros, juegos de béisbol, una gala de la belleza, (concurso de belleza que permite elegir a la soberana que será la reina de la feria por todo el año, el desfile de carrozas y comparsas, además muchas otras actividades.
A la par se desarrolla el juego de béisbol Copa "La Chinita". A la semana siguiente se realiza la procesión de la Aurora y en ella se pasea la imagen desde la basílica a las 3.00 de la madrugada, para que junto a su pueblo reciba el día en la calle. Finalmente, el domingo siguiente se restituye la imagen a su templo.

## Virgen de Chiquinquirá en Maracaibo, Zulia

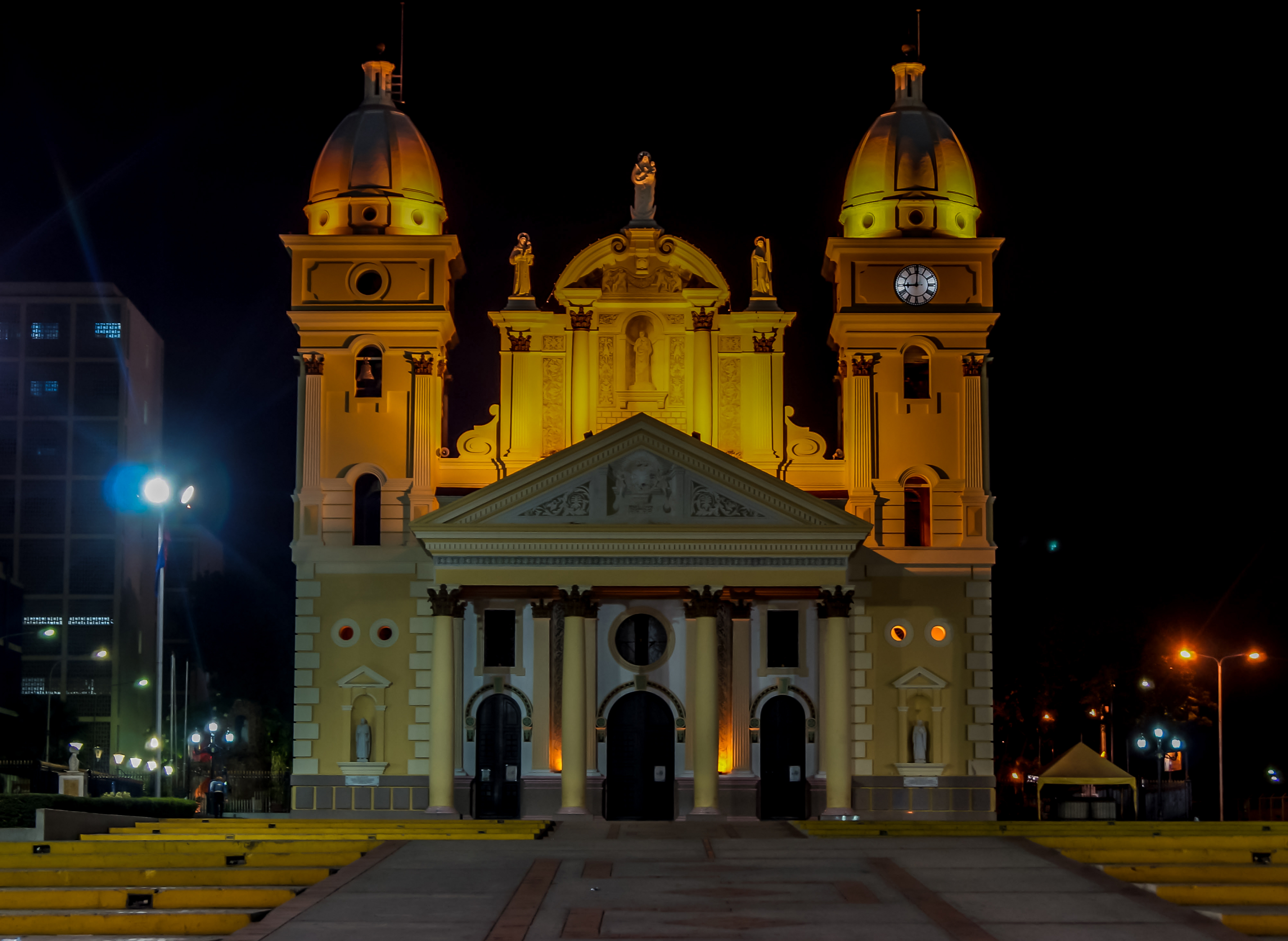
Basílica en homenaje a la Virgen de Chiquinquirá, Maracaibo, donde se conserva el cuadro original, según la teoría venezolana.

En la madrugada del lunes 18 de noviembre de 1709, un grupo de mujeres marabinas cumplían su diaria labor de lavado de ropa en el lago de Maracaibo; una de ellas vio venir a través de los marullos una pequeña tablita, la cual tomó para utilizarla como tapa para la tinaja del agua, y por ende decidió llevarla a su casa.
La tablita empezó a mancharse, y al momento de limpiarla notó que aparecían signos de una imagen religiosa, y por tal razón la colocó en la pared en un sitio para ella especial.
No pasó mucho tiempo cuando se escucharon golpes y surgieran destellos de luz del retablo. La anciana de nombre María Cárdenas salió a la calle gritando ¡Milagro, Milagro!, los vecinos acudieron inmediatamente y vieron la Virgen de color mestizo y de faz indígena, que a todos miraba con semblante acogedor.
Las autoridades eclesiásticas de entonces decidieron trasladar la milagrosa tabla a la catedral, pero la tablita adquirió un peso imposible de ser levantado por los devotos, y cuando desviaron el rumbo hacia la ermita o capilla de San Juan de Dios, construida en 1686, se hizo liviana, alimentando así el fervor mariano de los zulianos.
El día especial de la patrona es el 18 de noviembre. Con respecto al origen de la imagen zuliana, sin desmeritar el milagro y la fe de los feligreses, a juzgar por tener el mismo nombre y misma iconografía, se podría decir que es una réplica de la imagen colombiana debido a que la devoción de esta es anterior (siglo XVI) a los acontecimientos de Zulia (siglo XVIII) y la devoción estaba siendo extendida fuera de la región andina donde ocurrió el milagro.

## Temas gaiteros dedicados a la Virgen de Chiquinquirá
Estos son algunos de los temas cantados por conjuntos gaiteros en honor a la Chinita:
- La Grey Zuliana (Saladillo) (1968)
- La Elegida (Los Chiquinquireños) (2022)
- Los Poetas de Noviembre (Los Gaiteros Del Tablazo) (1994)
- El 18 de noviembre (Maracaibo 15) (1983)
- La Chinca (Maracaibo 15) (1975)
- Dos Regalos (Barrio Obrero de Cabimas) (1981)
- Señora de mis Pensamientos (Barrio Obrero de Cabimas) (1982)
- La Alianza (Gran Coquivacoa) (1989)
- Yo También Quiero Cantarte (Gran Coquivacoa) (1988)
- Desde la Basílica (Gran Coquivacoa) (1976)
- El Gran Gaitón (Gran Coquivacoa) (1970)
- Pea Santoral (Gran Coquivacoa) (1973)
- Soy Zuliano (Gran Coquivacoa) (1980)
- La Placita (Guaco) (1989)
- Venite pa' Maracaibo (Guaco) (1979)
- Virgen Guaquera (Guaco) (1986)
- La Feria de la Chinita (Guaco) (1983)
- Pasión Indiana (Guaco) (1972)
- Reina Mestiza (Universidad de la Gaita) (1982)
- Vuelvo a Cantarte mi China (Barrio Obrero de Cabimas) (2000)
- Virgen de Chiquinquirá (Cardenales del Éxito) (1963)
- Maracaibo Marginada (Cardenales del Éxito) (1969)
- Maracaibo Diamantina (Cardenales del Éxito) (1976)
- Sentir Zuliano (Cardenales del Éxito) (1972)
- Mi Nostalgia (Cardenales del Éxito) (1973)
- Canto a mi Chinita (Cardenales del Éxito) (1966)
- Reina Morena (Cardenales del Éxito) (1966)
- La Feria (Cardenales del Éxito) (1987)

Existe también un grupo gaitero denominado Los Chiquinquireños que nació en 1998 cuando en los estudios “Harmoni” de Heriberto Molina, se unieron las voces de Astolfo Romero y Neguito Borjas para grabar una gaita titulada “Rompo a llorar”. Desde entonces, la agrupación reúne, año tras año, a los máximos exponentes de la gaita zuliana, quienes entregan su talento poético, musical e interpretativo a la Virgen de Chiquinquirá, como un acto de fe, devoción y compromiso zuliano.
Ricardo Aguirre "El Monumental", Ricardo Cepeda, Betulio Medina, Neguito Borjas, Ricardo Aguirre Jr, Ingrid Alexandrescu, Carmencita Silva, Deyanira Bravo, Carlos Méndez, Germán Ávila, Douglas Ochoa, Astolfo David Romero, Luis Ángel Aguirre, Argénis Carruyo, Danelo Badell, Wilfredo Delgado, Dennis Daguín, Jaime Indriago, Nelson Romero, Marco Díaz y Gladys Vera son algunos de los gaiteros que han ofrecido su canto y voces para honrar a la Virgen.
Entre sus temas más destacados podemos mencionar:
- Ay mi Chinita (2010)
- Una Luz en el Camino (2014)
- Tiene Corona (2014)
- Rosas Chiquinquireñas (2014)
- El Corazón de la Virgen (2015)
- No es tan solo una tablita (2015)
- El retrato de la vida (2015)
- Ella eligió El Saladillo (2016)
- Por los que lejos están (2017)
- La Sexta Herida (2017)